# Joseph Neuhäuser (Komponist)
Joseph Neuhäuser (laut Geburtsurkunde; oft auch Josef Neuhäusser oder Josef Neuhäuser; * 15. März 1890 in Oberbrechen; † 23. März 1949 in Limburg an der Lahn) war ein deutscher Komponist, der durch seine Blas- und Marschmusik bekannt geworden ist.

## Leben
In den Jahren 1904 bis 1907 besuchte er die Militärmusikerschule in Gelsenkirchen. Danach spielte er in verschiedenen Orchestern und war zwei Jahre Oboist beim 2. Lothringisches Pionier-Bataillon Nr. 20 in Metz, bevor er 1911 am Conservatoire de Paris zu studieren begann.
1914 musste er zum Militär, wo er ab 1916 Musikmeister an der Russlandfront war. Nach dem Ersten Weltkrieg machte Neuhäuser Karriere als Chorleiter und Komponist. Seine Werke waren schon damals in vielen Ländern Europas im Rundfunk zu hören.
Während der Zeit des NS-Regimes war Neuhäuser zeitweise Dozent an der Staatlichen Lehrerbildungsanstalt, obwohl er aufgrund seiner ablehnenden Haltung gegenüber dem Nationalsozialismus und somit „politischer Unzuverlässigkeit“ aus der NSDAP ausgeschlossen wurde.
Er ist der Vater des Architekten Walter Neuhäusser.

## Werke
Im Jahr 1932 gewann er mit dem Marsch „Pour le Mérite“ den britischen Wettbewerb „Grand Prix of Music Internacional“, der Johann Wolfgang von Goethe gewidmet ist.
Neuhäusers volkstümlichstes und auch populärstes Werk ist der Westerwaldmarsch, hervorgegangen aus dem Westerwaldlied, einem sehr alten Westerwälder Volkslied, das auch im Trio Verwendung findet, aus dem er 1935 den berühmten Marsch komponierte.